# Nationaal park Lierne
Nationaal park Lierne (Noors: Lierne nasjonalpark/Samisch: Lijre) is een nationaal park in Trøndelag in Noorwegen. Het park werd opgericht in 2004 en is 333 vierkante kilometer groot. Het landschap bestaat uit veen en bos (zachte berk, wilg). In het park leeft poolvos, veelvraat, lynx, bruine beer. Er leven ook veel vogelsoorten (steenarend, grauwe franjepoot, bonte strandloper, morinelplevier, kleinste jager.